# Célestin Rousseau
Pour les articles homonymes, voir Rousseau.
Célestin Rousseau (22 septembre 1861 - 19 janvier 1949), connu sous le pseudonyme Aspido, est un pharmacien et espérantiste français.

## Biographie
Célestin Rousseau naît le 22 septembre 1861 au Portel,.